# Shirin Ebadi
Shirin Ebadi (Perzisch: شیرین عبادی) (Hamadan, 21 juni 1947) is een bekend Iraans politiek activist, jurist, gewezen rechter, mensenrechtenverdediger en de oprichter van het Centrum voor Mensenrechten in Iran. Op 10 oktober 2003 werd haar de Nobelprijs voor de Vrede toegekend voor haar inzet en werk als pionier inzake democratie en mensenrechten, speciaal voor vrouwen, kinderen en vluchtelingen.

## Nobelprijs
Ze was de eerste vrouwelijke moslim aan wie deze prijs werd toegekend. Bij haar aanvaarding, op 10 december 2003, oefende ze zonder de Verenigde Staten met name te noemen, felle kritiek uit op "staten die sinds 11 september onder het mom van een strijd tegen het internationale terrorisme de universele mensenrechten schenden". Op 26 november 2009 werd bekend dat de prijs, samen met andere persoonlijke bezittingen van Ebadi, door de Iraanse autoriteiten in beslag waren genomen.
Ebadi, die zichzelf islamitisch feministe noemt, was rechter in Iran. Na de Iraanse Revolutie in 1979 moest ze haar ambt neerleggen. Zij mocht toen geen rechter meer zijn omdat vrouwen volgens de ayatollahs te emotioneel waren voor dergelijke functies. Ebadi werd docente rechten aan de Universiteit van Teheran en raakte internationaal bekend als mensenrechtenadvocate. Ze was de onofficiële woordvoerder voor de vrouwen die in 1997 de sleutelrol speelden bij de verkiezing van Mohammad Khatami tot president.
In 2000 werd Ebadi ontslagen en op 28 juni 2000 werd ze in hechtenis genomen. Later werd ze tot een vijftien maanden voorwaardelijke gevangenisstraf veroordeeld.
Shirin Ebadi uitte scherpe kritiek toen het Iraanse regime twee minderjarige jongens liet ophangen wegens homoseksuele handelingen. Deze executie veroorzaakte wereldwijd grote verontwaardiging.
Toen eind 2008 de Islamitische republiek de dertigste verjaardag van de Islamitische Revolutie voorbereidde werd Ebadi’s Center for the Defence of Human Rights gesloten. Er was daar een viering gepland ter gelegenheid van het zestigjarige bestaan van de Universele verklaring van de rechten van de mens. Vlak voor de bijeenkomst vielen veiligheidsagenten in burger het Centrum binnen, dat werd verzegeld wegens ‘ontbrekende vergunningen’.
Begin januari 2009 werd Ebadi’s huis beschadigd door betogers die haar “Amerikaans” noemden. Een van de betogers zei tegen de pers dat hij lid was van de Basij, een paramilitaire groep die banden heeft met de Iraanse Revolutionaire Garde. De ordediensten lieten de betogers hun gang gaan, ook na een telefonische oproep van Ebadi.
De volgende actie tegen Ebadi was de arrestatie op 14 januari 2009 van haar assistente Jinous Sobhani, die een aanhanger is van het in Iran verboden Bahá’í-geloof. Sinds Ebadi en haar dochter afgelopen zomer de verdediging op zich namen van zeven Bahá’í-leiders, zijn de aanvallen tegen hen gestaag toegenomen.
Op bezoek in de Verenigde Staten, riep Ebadi op 2 februari 2009 de regering van president Barack Obama op om directe diplomatieke relaties aan te knopen met Iran, na drie decennia van vijandschap. Voor een stampvolle zaal in het Carnegie Endowment for International Peace in Washington pleitte Ebadi voor een brede dialoog tussen beide landen.
Volgens Ebadi, die zelf regelmatig overhoop ligt met de Iraanse overheid, mag de internationale gemeenschap niet aarzelen om de mensenrechtensituatie in Iran aan de kaak te stellen. "De Iraanse regering heeft alle recht om te praten over de mensenrechtenschendingen in de Palestijnse Gebieden", zei ze. “Net zoals andere regeringen mogen praten over mensenrechtenschendingen in Iran.”

## Prijzen
- 1996 - Human Rights Watch Award
- 2001 - Thorolf Rafto-prijs
- 2003 - Nobelprijs voor de Vrede
- 2009 - Human Dignity Award
- 2010 - Prijs voor de Vrijheid van de Liberale Internationale

## Publicaties
- The Rights of the Child. A Study of Legal Aspects of Children's Rights in Iran (1994)
- History and Documentation of Human Rights in Iran (2000)